# Mu Telescopii
Mu Telescopii (μ Tel) es una estrella en la constelación austral de Telescopium.
Tiene magnitud aparente +6,29 y está a 120 años luz de distancia del sistema solar.
Mu Telescopii es una estrella blanco-amarilla de la secuencia principal de tipo espectral F5V.
Las dos componentes del sistema Diadem (α Comae Berenices), ι Pegasi A o ψ Capricorni son estrellas de parecidas características a Mu Telescopii.
Esta última tiene una temperatura efectiva de 6503 ± 63 K y su radio es un 45% más grande que el radio solar.
Gira sobre sí misma con una velocidad de rotación proyectada de 11 km/s —límite inferior de la misma—, por lo que rota al menos 5 veces más deprisa que el Sol.
Aunque presenta un contenido metálico inferior al del Sol, dos estudios determinan diferentes valores de -0,13 y -0,24 para su índice de metalicidad [Fe/H].
Mu Telescopii tiene una masa de 1,25 masas solares y su edad se estima entre 1800 y 2520 millones de años.
Al igual que el Sol y la mayor parte de las estrellas de nuestro entorno, Mu Telescopii es una estrella del disco fino.